# Žan Vipotnik
Žan Vipotnik, né le 18 mars 2002 à Celje en Slovénie est un footballeur international slovène. Il joue au poste d'avant-centre à Swansea City.

## Biographie

### En club
Né à Celje en Slovénie, Žan Vipotnik est formé dans son pays natal par le NK Maribor. Il commence toutefois sa carrière au ND Gorica, où il est prêté le 19 janvier 2021, jusqu'à la fin de la saison.
Le 11 février 2022, Žan Vipotnik est de nouveau prêté, cette fois au NK Triglav Kranj jusqu'à la fin de la saison. Il se fait notamment remarquer le 23 avril 2022 en réalisant un triplé en championnat face au NK Krško, et permet ainsi à son équipe de s'imposer (0-4 score final).
De retour au NK Maribor à l'été 2022, Vipotnik est cette fois intégré à l'équipe première, il inscrit son premier but pour le club le 2 octobre 2022, face au ND Gorica, en championnat (victoire 1-4 de Maribor). Le 6 décembre 2022, Vipotnik se fait remarquer en réalisant son premier triplé pour Maribor, face au NK Radomlje. Il contribue ainsi à la victoire de son équipe (7-0),, et se révèle comme l'un des meilleurs buteurs de la ligue (il inscrit un total de dix buts sur la première partie de saison). Portant son total à 20 unités sur l'ensemble de la saison.
Le 5 juillet 2023, il signe un contrat de cinq ans avec les Girondins de Bordeaux.
Vipotnik inscrit son premier but pour les Girondins le 26 août 2023, lors d'une rencontre de championnat face à l'Amiens SC. Il entre en jeu et participe à la victoire de son équipe par deux buts à zéro,

### En sélection
Žan Vipotnik honore sa première sélection avec l'équipe nationale de Slovénie le 23 mars 2023 contre le Kazakhstan. Il entre en jeu et se fait remarquer en inscrivant également son premier but en sélection, donnant par la même occasion la victoire à son équipe (1-2 score final).
Il est retenu dans la liste des 26 joueurs slovènes du sélectionneur Matjaž Kek pour participer à l'Euro 2024.